# Wazgen I
Wazgen I (orm. Վազգեն Ա), imię świeckie Lewon Karapet Palczian (ur. 20 września 1908 w Bukareszcie, zm. 18 sierpnia 1994 w Eczmiadzynie) – Katolikos Wszystkich Ormian w latach 1955-1994.

## Życiorys
Podczas I wojny światowej jego rodzina uciekła z Bukaresztu do Odessy i tam przyszły duchowny ukończył szkołę podstawową w szkole ormiańskiej. Po zakończeniu wojny wrócił do Rumunii. Ukończył wyższą szkołę handlową w Bukareszcie (1926), studia na wydziale literatury i filozofii Uniwersytetu Bukareszteńskiego (1936) oraz studia w zakresie pedagogiki praktycznej na tejże uczelni (1937). Od 1929 do 1943 pracował jako nauczyciel w szkołach ormiańskich w Bukareszcie.
Święcenia kapłańskie przyjął w 1942 w Atenach z rąk Karapeta Mazlumiana, ordynariusza diecezji greckiej Ormiańskiego Kościoła Apostolskiego. W latach 1943–1944 studiował teologię na Uniwersytecie Bukareszteńskim. W 1943 uzyskał stopień wartabeda, przyjmując imię Wazgen. W latach 1943–1947 był administratorem diecezji rumuńskiej Apostolskiego Kościoła Ormiańskiego, zaś w 1947 stanął na jej czele. 23 maja 1948 Katolikos Wszystkich Ormian Jerzy VI mianował go najwyższym wartabedem. W 1951 Wazgen Palczian został wyświęcony na biskupa. Od 1954 był członkiem rady duchownej przy Katolikosie Wszystkich Ormian. W grudniu tego samego roku powierzono mu kierowanie, oprócz diecezji rumuńskiej, również diecezją bułgarską. Szczególnie angażował się w zjednoczenie diaspory ormiańskiej oraz wzmocnienie jej kontaktów z Armenią. Zasiadał w rumuńskim Komitecie Obrony Pokoju.
Na Katolikosa Wszystkich Ormian został wybrany 30 września 1955. Jego intronizacja odbyła się w katedrze w Eczmiadzynie 2 października tego samego roku. Odbył trzydzieści wizyt duszpasterskich do różnych diecezji Kościoła Ormiańskiego. Szczególnie interesował się odbudową zniszczonych ormiańskich świątyń i klasztorów. W okresie sprawowania przez niego urzędu odnowione zostały katedra w Eczmiadzynie, kościoły Szogakat, św. Rypsymy i św. Gajany w Eczmiadzynie, św. Sergiusza, św. Jana i Zorawar w Erywaniu, kościół św. Mesropa Masztosa w Oszakanie, klasztory Chor Wirap i Geghard, a także ormiańskie świątynie poza Armenią: w Moskwie, Baku, Armawirze i Rostowie nad Donem. Katolikos zajmował się gromadzeniem i ochroną zabytków kultury ormiańskiej, w tym rękopisów i Ewangeliarzy.
W 1962 wprowadził Apostolski Kościół Ormiański do Światowej Rady Kościołów oraz do Konferencji Kościołów Europejskich. Brał udział w ruchu ekumenicznym.
Kierowany przez niego Kościół zachowywał w radzieckiej Armenii wysoką pozycję społeczną; w momencie odzyskania niepodległości przez Armenię Wazgen I błogosławił zachodzące w kraju przemiany. W 1994 jako pierwszy otrzymał tytuł Bohatera Republiki Armenii oraz Order Ojczyzny. W tym samym roku zmarł.
Autor prac teologicznych i filozoficznych, od 1991 członek honorowy Armeńskiej Akademii Nauk.